# Суперкубок Порше
Суперкубок Порше — международный кузовной монокубок, проводимый Porsche при поддержке FIA. Проводится на автомобилях Porsche Carrera в качестве гонок поддержки Формулы 1.

## Техника
В Суперкубке используется специальная, кубковая версия Porsche 911 GT3 (997 серия), которая используется во многих Кубках Порше (в том числе в Немецком и Британском Кубках Порше), а также в Европейском чемпионате GT3, (соответствуя требованиям категории GT3), их масса ограничена 1120 кг. От серийных машин отличается самыми незначительными переделками, направленными на уменьшение стоимости обслуживания автомобиля в гонках. На машине стоит двигатель мощностью 400 л. с. (с 2006 г., с 2008 г. — 420 л. с.), 6-скоростная секвентальная коробка передач. Шины стандартные, Michelin, слики, использование термочехлов запрещено, на уикенд выдается два комплекта, число комплектов для дождя не ограниченно. Тормоза керамические, стандартные, используемые только в этой серии.

## Чемпионат
Гонки Суперкубка проводятся в рамках уикенда Формулы 1 на европейских этапах. В 2005 г. был выездной этап на Индианаполисе, а в 2006 г. — в Бахрейне. В течение гоночного уикенда проводятся две гонки, длиной 70 км каждая. Старт даётся с места, пит-стопы во время гонки не предусмотрены. В заезде принимают участие 24 машины, 15 сильнейших на финише получают очки по системе 20-18-16-14-12-10-9-8-7-6-5-4-3-2-1.
В зачет серии идут результаты только тех гонщиков, которые выступали не менее чем в восьми гонках. Это сделано с целью исключения влияния на итоговое положение приглашенных гонщиков, которых немало на гонках Суперкубка. Обычно это различные знаменитости, которые не борются за высокий результат, но в 1993 г. приглашенный на один этап молодой гонщик Мика Хаккинен с легкостью выиграл обе гонки.
Кроме того, Порше распределяет среди гонщиков определенные призовые суммы всего около 820 тыс. евро за сезон. По результатам одной гонки 9000 евро получает победитель, за второе место дается 7500 евро, и 6,5 тыс. — за третье, и т. д., за последнее, 15-е место даются 1400 евро. Победитель Кубка получает дорожный автомобиль Порше, а обладатель наибольшего числа быстрейших кругов гонки по итогам сезона получает часы с дизайном Порше.
Поскольку этапы Суперкубка проходят в рамках этапов Ф1, то посещаемость всегда высока. Кроме того, серия освещается в прямом эфире каналом Евроспорт.

## Чемпионы
| Год  | 1 место                                      | 2 место                                      | 3 место                                        |
| ---- | -------------------------------------------- | -------------------------------------------- | ---------------------------------------------- |
| 1993 | Альтфрид Хегер Porsche Zentrum Koblenz       | Уве Альцен Porsche Zentrum Koblenz           | Энцо Канделари                                 |
| 1994 | Уве Альцен Roock Racing                      | Эммануэль Коллар                             | Жан-Пьер Мальчер                               |
| 1995 | Жан-Пьер Мальчер JMB Racing                  | Юрген ван Гартцен                            | Эммануэль Коллар                               |
| 1996 | Эммануэль Коллар                             | Юрген ван Гартцен                            | Патрик Хьюсман                                 |
| 1997 | Патрик Хьюсман Olaf Manthey Racing           | Оливер Матай Olaf Manthey Racing             | Доминик Дюпуи                                  |
| 1998 | Патрик Хьюсман Olaf Manthey Racing           | Оливер Матай Olaf Manthey Racing             | Альтфрид Хегер                                 |
| 1999 | Патрик Хьюсман Eschmann-Manthey-Racing       | Оливер Матай Eschmann-Manthey-Racing         | Стефан Ортелли                                 |
| 2000 | Патрик Хьюсман Eschmann-Manthey-Racing       | Бернд Майландер Eschmann-Manthey-Racing      | Стефан Ортелли                                 |
| 2001 | Йорг Бергмайстер Farnbacher Racing PZN-FE    | Марко Вернер                                 | Вольф Хенцлер Team PZ Essen Grohs Motorsport   |
| 2002 | Стефани Ортелли Kadach Tuning                | Марко Вернер Team Farnbacher                 | Тимо Бернард Jurgen Alzen Motorsport           |
| 2003 | Франк Штиплер Team Farnbacher                | Вольф Хенцлер Team PZ Essen Grohs Motorsport | Пьер Каффер Team HP-Phoenix PZ Koblenz         |
| 2004 | Вольф Хенцлер Team PZ Essen Grohs Motorsport | Кристиан Менцель Team HP-PZ Koblenz          | Дирк Вернер Farnbacher Racing                  |
| 2005 | Алессандро Зампедри Walter Lechner Racing    | Патрик Хьюсман Walter Lechner Racing         | Дэвид Саленс Team Kadach                       |
| 2006 | Ричард Вестбрук RT Morellato PZ Essen        | Рихард Литц Tolimit Motorsport               | Уве Альцен PZ Koblenz                          |
| 2007 | Ричард Вестбрук HISAQ Competition            | Дамьен Фолкнер Lechner Racing Team Bahrain   | Уве Альцен SPS Automotive Performance          |
| 2008 | Йерун Блекемолен Jetstream Motorsport        | Дамьен Фолкнер SAS-Lechner Racing            | Крис Мамероу DAMAC Kadach Racing               |
| 2009 | Йерун Блекемолен Jetstream Motorsport        | Рене Раст VELTINS MRS Racing                 | Стефан Розина Walter Lechner Racing School     |
| 2010 | Рене Раст Al Faisal Lechner Racing           | Ник Тэнди Conrad Motorsport                  | Норберт Зидлер VELTINS MRS Racing              |
| 2011 | Рене Раст Veltins Lechner Racing             | Норберт Зидлер Veltins Lechner Racing        | Куба Гермажек VERVA Racing Team                |
| 2012 | Рене Раст Lechner Racing                     | Кевин Эстре Hermes Attempto Racing           | Ники Тим Hermes Attempto Racing                |
| 2013 | Ники Тим Hermes Attempto Racing              | Шон Эдвардс Team Allyouneed by Project 1     | Михаэль Аммермюллер Lechner Racing             |
| 2014 | Эрл Бэмбер FACH AUTO TECH                    | Куба Гермажек Verva Lechner Racing Team      | Михаэль Аммермюллер Walter Lechner Racing Team |
| 2015 | Филипп Энг Market Leader by Project 1        | Свен Мюллер Lechner Racing Middle East       | Михаэль Аммермюллер Lechner Racing Middle East |
| 2016 | Свен Мюллер Lechner MSG Racing Team          | Маттео Кайроли Fach Auto Tech                | Матье Жаниме Martinet by Alméras               |
| 2017 | Михаэль Аммермюллер Lechner MSG Racing Team  | Деннис Ольсен Walter Lechner Racing Team     | Мэтт Кэмпбелл Fach Auto Tech                   |